# マリア・タナセ

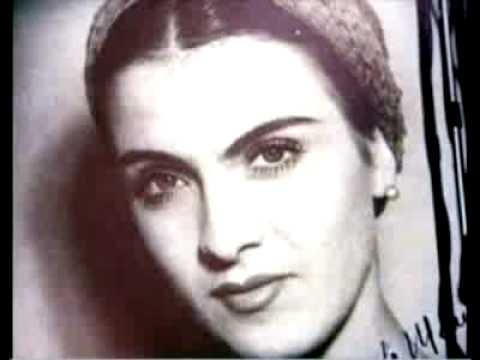
マリア・タナセ

マリア・タナセ（Maria Tănase、1913年9月25日 - 1963年6月22日）は、ルーマニアの女性歌手。

## バイオグラフィー
1913年9月、ブカレスト郊外に住む造園家イオン・コアンダ・タナセの第3子として出生。幼少期に父コアンダがルーマニア全土から雇っていた若き庭師たちの歌う、各出身地の伝承歌に魅かれたことがきっかけで、歌手を志す。後にコンスタンティン・ブライロイウスの民族音楽協会と関係したことで、母国のフォーク・ソング探究も志す。ブライロイウスはまた、歌手としてのキャリア初期から援助を行うことになる。また民族音楽学者ハリー・ブラウナーからは、1935年の民族音楽アーカイヴを紹介される。
1938年2月、ブカレスト・ラジオにて歌手デビュー。その1年後には、ニューヨーク万国博覧会のルーマニア館で公演した。1939年から1944年にかけての動向については2000年夏にマリア・ロスカの著作による評伝が出版されるまでは知られていなかったが、その間には鉄衛団から悪意の喧伝に遭ったという。一方で体制側が組織したフェスティヴァル出演時には「ユダヤ人の友人たちを強制収容所送りにしない」との条件を示し、またブラウナーの恩義にも報いたともいう。
第二次世界大戦後は、公演やフォーク・ソング探究のためルーマニア国内を回り、またブルガリア・ユーゴスラヴィア・ソビエト連邦でも公演し、フランスでも録音活動を行う。
1963年、癌のため死去。49歳没。その死は国をあげて惜しまれたという。ベル墓地に葬られ、葬送行進の沿道は彼女を悼む人々で溢れたという。